# Stara Przysieka Druga
Stara Przysieka Druga – wieś w Polsce położona w województwie wielkopolskim, w powiecie kościańskim, w gminie Śmigiel.
| SIMC    | Nazwa    | Rodzaj    |
| ------- | -------- | --------- |
| 0376745 | Brzeziny | część wsi |

W latach 1975–1998 miejscowość administracyjnie należała do województwa leszczyńskiego.
Na listę zabytków Narodowego Instytutu Dziedzictwa jest wpisany zespół pałacowy z XVIII-XIX wieku, na który składają się: pałac, pawilon wjazdowy, oficyna, kaplica, zabudowania folwarczne, park i dom ogrodnika.